# Glossodoris hikuerensis
Glossodoris à liseré gris
Espèce
Glossodoris hikuerensis une espèce de nudibranches de la famille des Chromodorididae.

## Répartition
Cette espèce se rencontre dans la zone tropicale Indo-Ouest Pacifique, des côtes orientales de l'Afrique à la Polynésie française en incluant la mer Rouge.

## Habitat
Son habitat est la zone récifale externe, sur les sommets ou sur les pentes jusqu'à la zone des 20 m de profondeur.

## Description
Cette espèce peut mesurer plus de 12 cm. 
Le corps de cet animal comprend deux parties distinctes, le pied et le manteau, même si la jupe du manteau est réduite.
Le dessus du manteau est de teinte dominante brun à gris-rosé plus ou moins intense selon l'individu et moucheté d'une multitude de petits points blancs.
La bordure de la jupe est très plissée et marquée par trois bandes périphériques, se composant d'une bande blanche, une autre grisée, et une autre blanche.
Le pied est étiré et d'une teinte plus claire que le manteau avec également un liseré bi-bandes (gris et blanc) à sa base.
Les rhinophores lamellés et le panache branchial sont de teinte similaire au corps en plus foncé et ils sont rétractiles. Les rhinophores peuvent être surlignés par un trait blanc longitudinal sur leur face antérieure.
La ponte est blanche.

## Éthologie
Ce Glossodoris est benthique et diurne, se déplace à vue sans crainte d'être pris pour une proie de par la présence de glandes défensives réparties dans les tissus du corps.

## Alimentation
Glossodoris hikuerensis se nourrit principalement d'éponges.

## Systématique
Le nom valide complet (avec auteur) de ce taxon est Glossodoris hikuerensis (Pruvot-Fol, 1954).
L'espèce a été initialement classée dans le genre Rosodoris sous le protonyme Rosodoris hikuerensis Pruvot-Fol, 1954.
Glossodoris hikuerensis a pour synonyme :
- Rosodoris hikuerensis Pruvot-Fol, 1954

### Étymologie
Son épithète spécifique, composée de hikuer[u] et du suffixe latin -ensis, « qui vit dans, qui habite », lui a été donnée en référence à sa localité type, Hikueru (atoll situé dans l'archipel des Tuamotu en Polynésie française).  

### Publication originale
- Alice Pruvot-Fol, « Étude d'une petite collection d'opisthobranches d’Océanie française », Journal de Conchyliologie, Paris, vol. 94, no 1,‎ 1954, p. 3-30 (ISSN 0021-7719, e-ISSN 2391-0992).